# Internátní škola

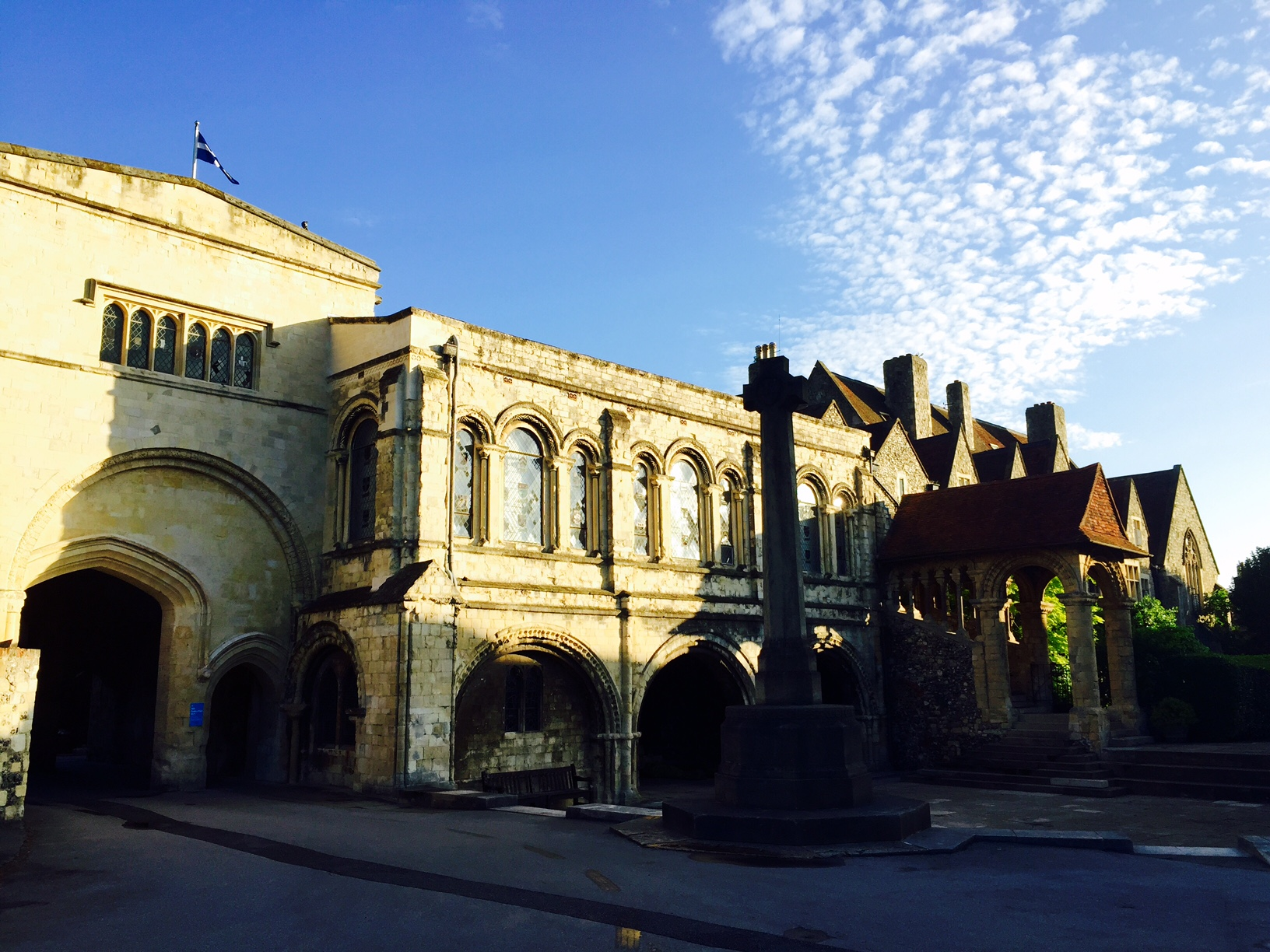
Královská škola v Canterbury

Internátní škola je škola, v jejíchž prostorách jsou všichni nebo někteří žáci a případně i učitelé zároveň během období výuky ubytováni. Internátní školy se vyvinuly při středověkých klášterech, kapitulách a panovnických dvorech, kam rodiče posílali chlapce za zkušenostmi a vzděláním od tamních kleriků. Dnes jde o typickou formu soukromých středních škol v zemích ovlivněných britským modelem vzdělání, rovněž se tento způsob často využívá pro výchovu dětí s postižením nebo pro přípravu na některá specifická povolání (vojenské školy).